# Feministička geografija
Feministička geografija je grana antropogeografije koja primjenjuje teorije, metode i kritike feminizma u proučavanju ljudske okoline i društva.
Njezin su glavni fokus proučavanja geografske razlike u rodnim odnosima i rodnoj jednakosti. Osim što analizira realni svijet, ona također kritizira postojeća geografska proučavanja. Feministički geografi ne predlažu da postoji neka vrsta zavjere koja se odvija, nego identificiraju trendove i postavljaju pitanja, a najvažniji je odraz ženskih iskustava na geografsku prirodu.
Jednostavan primjer bio bi smatrati način na koji urbano planiranje ima rodnu dimenziju s očekivanjem da će muškarci putovati na udaljeno mjesto radi zaposlenja dok će žene biti zaokupljene brigom za djecu, osnovnom kupovinom te domaćim funkcijama u suburbanom mjestu. Zašto su se gradovi razvili na taj način, zašto su se novi gradovi planirali na taj način, te tko je to radio i s kakvom ideologijom?
Drugo tumačenje ovog pristupa u geografiji je proučavanje rodnih razlika u terminima osobnog pristupa, pokretnosti i sigurnosti, posebice što se tiče dizajna i upotrebe urbanog prostora i otvorenih mjesta poput javnih parkova i pješačkih staza. Iskustvo hodanja bez ikoga kroz gradski centar kasno u noć ili javni park po danu vjerojatno će se razlikovati za muškarce i žene kao i za ljude različite dobi, kulture i tako dalje.
U ovom pogledu feministička geografija je dio šireg postmodernog pristupa predmetu koji nije primarno zaokupljen razvojem konceptualne teorije u samome sebi već se radije usredotočuje na stvarna iskustva pojedinaca i grupa u njihovim vlastitim mjestima, nad geografijama u kojima žive unutar svojih vlastitih zajednica.
Ipak feministička geografija nije ograničena na mjesnu razinu. Jedan primjer globalne teme istraživanja feminističke geografije je širom svijeta rasprostranjena migracija žena iz Trećeg svijeta u Prvi radi obavljanja kućnih poslova i seksualnog rada.